# Fragmenta historicorum Graecorum
I Fragmenta historicorum Graecorum (spesso indicati in sigla, FHG) sono una raccolta in cinque volumi di frammenti da fonti greche antiche, pubblicata dal filologo tedesco Karl Wilhelm Ludwig Müller (1813-1894) tra il 1841 e il 1872 per i tipi dell'editore Ambroise Firmin Didot.
Le fonti raccolte spaziano dal VI secolo a.C. al VII secolo d.C. e gli autori citati sono più di seicento. Di ogni frammento è presentata una traduzione o un compendio in latino.
Il primo volume comprende il testo del Marmor Parium (con una traduzione in latino, una tavola cronologica e un commento) e il testo greco della Stele di Rosetta (Rosettanum), con una traduzione in francese ed un'analisi filologica, storica e archeologica. Il quinto volume presenta in traduzione francese una sezione con storici greci e siriani tramandati da fonti armene.
Ad eccezione del primo volume, gli autori sono ordinati cronologicamente e i frammenti sono numerati in sequenza.
Su quest'opera di Müller sono in gran parte fondati i sedici volumi intitolati Die Fragmente der griechischen Historiker, del filologo tedesco Felix Jacoby (1876-1959).